# Hythe Town FC
Hythe Town FC (celým názvem: Hythe Town Football Club) je anglický fotbalový klub, který sídlí ve městě Hythe v nemetropolitním hrabství Kent. Založen byl v roce 1910. Od sezóny 2018/19 hraje v Isthmian League South East Division (8. nejvyšší soutěž). Klubové barvy jsou červená a bílá.
Své domácí zápasy odehrává na Reachfields Stadium s kapacitou 3 000 diváků.

## Historické názvy
Zdroj: 
- 1910 – Hythe Town FC (Hythe Town Football Club)
- 1992 – zánik
- 1992 – obnovena činnost pod názvem Hythe United FC (Hythe United Football Club)
- 2001 – Hythe Town FC (Hythe Town Football Club)

## Získané trofeje
- Kent Senior Cup ( 1× )
  - 2011/12

## Úspěchy v domácích pohárech
Zdroj: 
- FA Cup
  - 5. kolo: 2010/11
- FA Trophy
  - 1. kolo: 2016/17
- FA Vase
  - Semifinále: 1989/90

## Umístění v jednotlivých sezonách
Stručný přehled
Zdroj: 
- 1977–1978: Kent Football League
- 1978–1989: Kent Football League (Division One)
- 1989–1992: Southern Football League (Southern Division)

- 1995–1998: Kent Football League (Division One)
- 1998–2011: Kent Football League (Premier Division)
- 2011–2018: Isthmian League (Division One South)
- 2018– : Isthmian League (South East Division)

Jednotlivé ročníky
Zdroj: 
Legenda: Z - zápasy, V - výhry, R - remízy, P - porážky, VG - vstřelené góly, OG - obdržené góly, +/- - rozdíl skóre, B - body, červené podbarvení - sestup, zelené podbarvení - postup, fialové podbarvení - reorganizace, změna skupiny či soutěže
| Sezóny  | Liga                                    | Úroveň | Z  | V  | R  | P  | VG | OG | +/- | B  | Pozice |
| ------- | --------------------------------------- | ------ | -- | -- | -- | -- | -- | -- | --- | -- | ------ |
| 2009/10 | Kent Football League (Premier Division) | 9      | 30 | 15 | 8  | 7  | 67 | 36 | +31 | 53 | 3.     |
| 2010/11 | Kent Football League (Premier Division) | 9      | 30 | 21 | 5  | 4  | 82 | 33 | +49 | 68 | 1.     |
| 2011/12 | Isthmian League (Division One South)    | 8      | 40 | 16 | 9  | 15 | 61 | 62 | -1  | 57 | 9.     |
| 2012/13 | Isthmian League (Division One South)    | 8      | 42 | 22 | 10 | 10 | 78 | 55 | +23 | 76 | 4.     |
| 2013/14 | Isthmian League (Division One South)    | 8      | 46 | 22 | 7  | 17 | 87 | 71 | +17 | 73 | 8.     |
| 2014/15 | Isthmian League (Division One South)    | 8      | 46 | 14 | 11 | 21 | 82 | 79 | +3  | 53 | 16.    |
| 2015/16 | Isthmian League (Division One South)    | 8      | 46 | 27 | 6  | 13 | 74 | 49 | +25 | 87 | 4.     |
| 2016/17 | Isthmian League (Division One South)    | 8      | 46 | 23 | 9  | 14 | 87 | 65 | +22 | 78 | 7.     |
| 2017/18 | Isthmian League (Division One South)    | 8      | 46 | 25 | 11 | 10 | 92 | 63 | +29 | 86 | 7.     |
| 2018/19 | Isthmian League (South East Division)   | 8      | 38 |    |    |    |    |    |     |    |        |